# Valvatida
Ordre
Les Valvatida constituent un ordre d'étoiles de mer (classe des Asteroidea).

## Caractéristiques

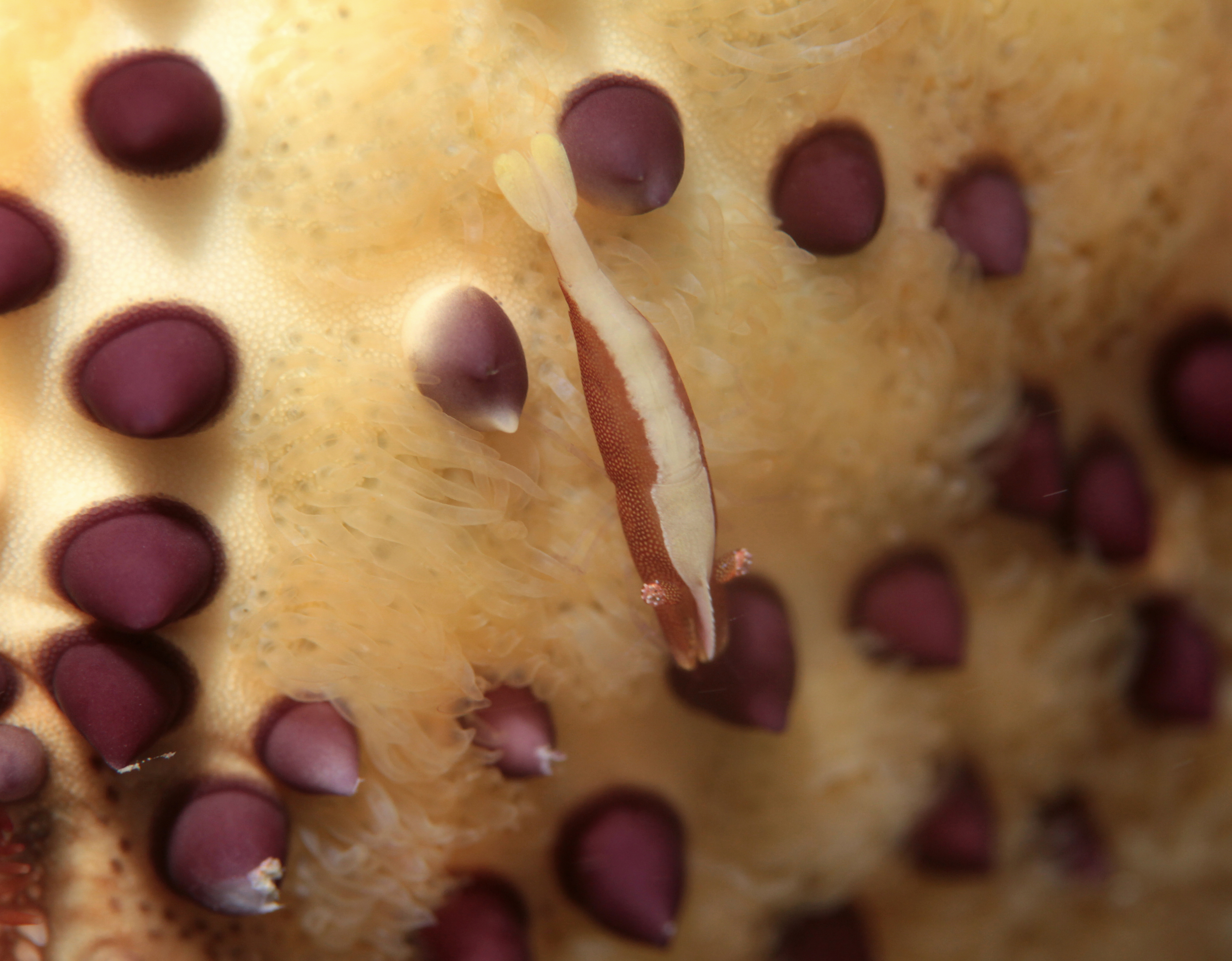
Crevette des astérides (Periclimenes soror) sur une étoile de mer Culcita schmideliana à La Réunion.

Les Valvatida sont des étoiles de mer pourvues de bras souples (5 à l'origine, parfois plus), à la cuticule parsemée de pédicellaires et de papules respiratoires, répartis sur la face dorsale (« aborale »), et parfois des épines (éventuellement venimeuses, dans le cas de Acanthaster planci). Sur la face orale (ventrale), les podia sont répartis en deux rangées. Les plaques marginales sont assez marquées.
Cet ordre particulièrement vaste est caractérisé par des pédicellaires en forme de « valves », c'est-à-dire en pinces bivalves à deux mors. Cela les distingue en particulier des Forcipulatida, caractérisés par des pédicellaires en forceps à trois mors, ou des Spinulosida, dépourvues de pédicellaires (mais équipées de piquants calcaires). 
Certains animaux vivent en symbiose mutualiste avec ces étoiles de mer, notamment des crevettes nettoyeuses comme la « crevette des astérides » Periclimenes soror, qu'on trouve souvent vivant à l'abri des prédateurs entre les piquants ou pédicellaires de ces étoiles (dont elles adoptent les couleurs), qu'elles débarrassent des parasites en retour.

## Liste des familles
Cet ordre comporte 16 familles connues (plus au moins une fossile), pour 189 genres actuellement valides. Il est largement dominé par 4 familles : Goniasteridae, Ophidiasteridae, Asterinidae et Oreasteridae, qui comptabilisent à elles seules les trois quarts des genres de l'ordre.
| Selon World Register of Marine Species (3 octobre 2013) : ... - famille Acanthasteridae Gervais, 1841 -- 1 genre - famille Archasteridae Viguier, 1878 -- 1 genre - famille Asterinidae Gray, 1840 -- 35 genres - famille Asterodiscididae Rowe, 1977 -- 3 genres - famille Asteropseidae Hotchkiss & Clark, 1976 -- 5 genres - famille Chaetasteridae Sladen, 1889 -- 1 genre - famille Goniasteridae Forbes, 1841 -- 63 genres - famille Leilasteridae Jangoux & Aziz, 1988 -- 2 genres - famille Mithrodiidae Viguier, 1878 -- 2 genres - famille Odontasteridae Verrill, 1899 -- 6 genres - famille Ophidiasteridae Verrill, 1870 -- 28 genres - famille Oreasteridae Fisher, 1911 -- 20 genres - famille Podosphaerasteridae Fujita & Rowe, 2002 -- 1 genre - famille Poraniidae Perrier, 1875 -- 10 genres - famille Solasteridae Viguier, 1878 -- 9 genres - famille Sphaerasteridae Schöndorf, 1906 † | Selon ITIS (3 octobre 2013) : - famille Asteropseidae (Hotchkiss et Clark, 1976) - sous-ordre Granulosina (Perrier, 1894) - famille Archasteridae - famille Chaetasteridae - famille Goniasteridae (Forbes, 1841) - famille Odontasteridae (Verrill, 1889) - famille Ophidiasteridae (Verrill, 1870) - famille Oreasteridae (Fisher, 1911) - sous-ordre Tumulosina (Spencer et Wright, 1966) - famille Sphaerasteridae (Schoendorf, 1906) †... | Selon NCBI (3 octobre 2013) : - famille Acanthasteridae - famille Archasteridae - famille Asterinidae - famille Asteropseidae - famille Chaetasteridae - famille Ganeriidae - famille Goniasteridae - famille Leilasteridae - famille Odontasteridae - famille Ophidiasteridae - famille Oreasteridae - famille Poraniidae |

La famille des Acanthasteridae (Gervais, 1841) était auparavant classée dans l'ordre des Spinulosida, et a été reclassée comme Valvatida en 2010 par la plupart des organismes de référence en phylogénie. Les critères sont génétiques et physiologiques : les Acanthasters possèdent des pédicellaires, toujours absents chez les Spinulosida et présents chez les Valvatida. Parmi les grands organismes de phylogénie, seul ITIS (3 octobre 2013) n'a pas encore régularisé sa situation.

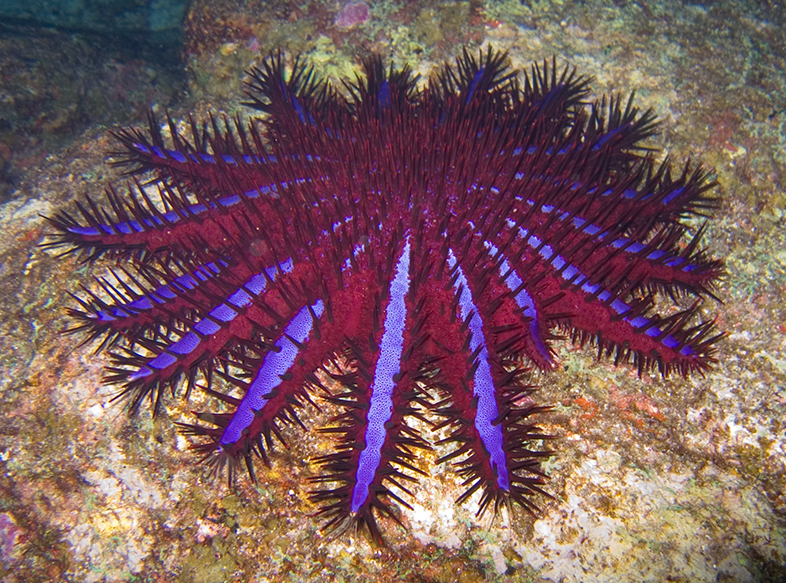
Acanthaster planci, une Acanthasteridae
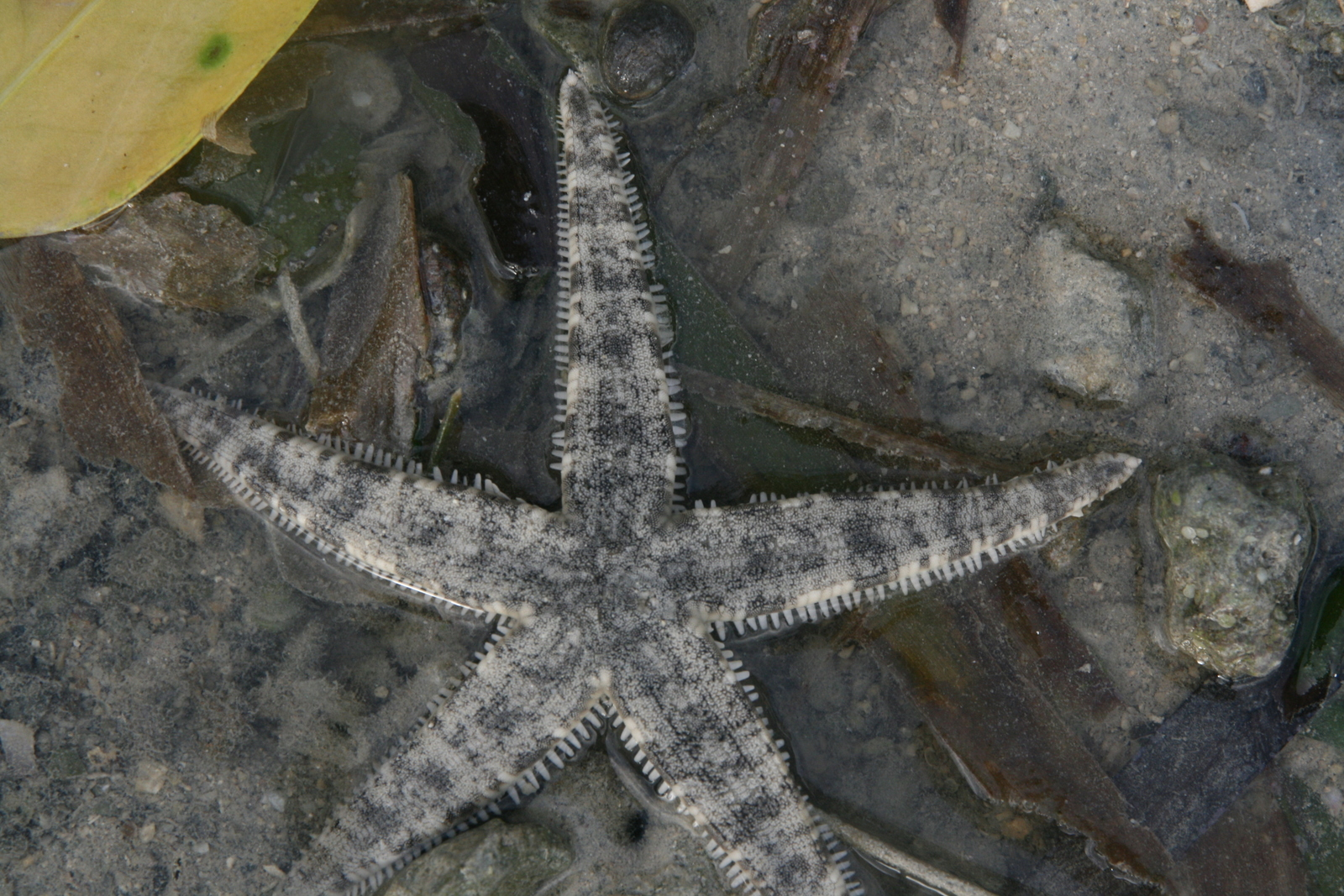
Archaster typicus, une Archasteridae
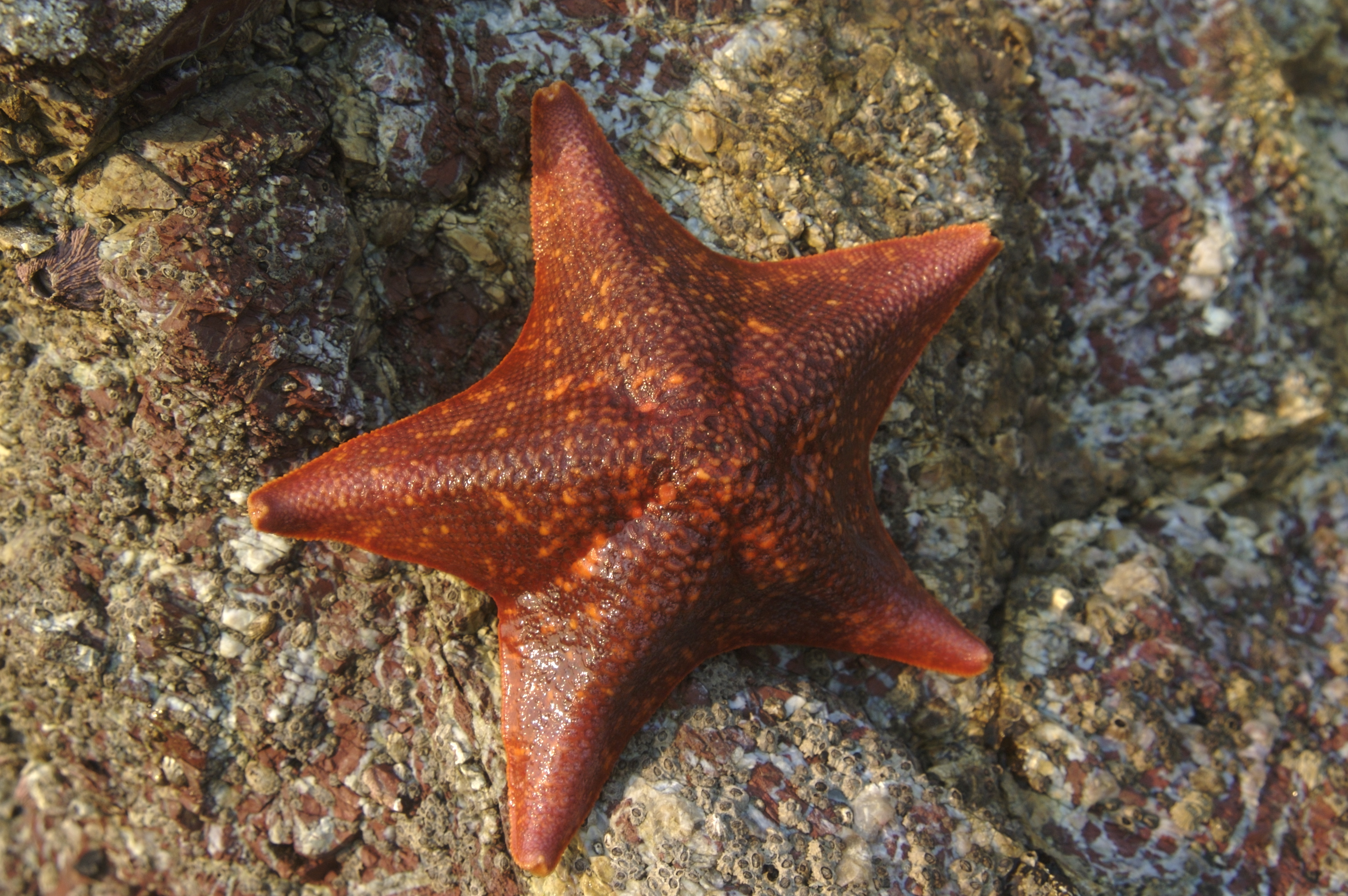
Asterina miniata, une Asterinidae
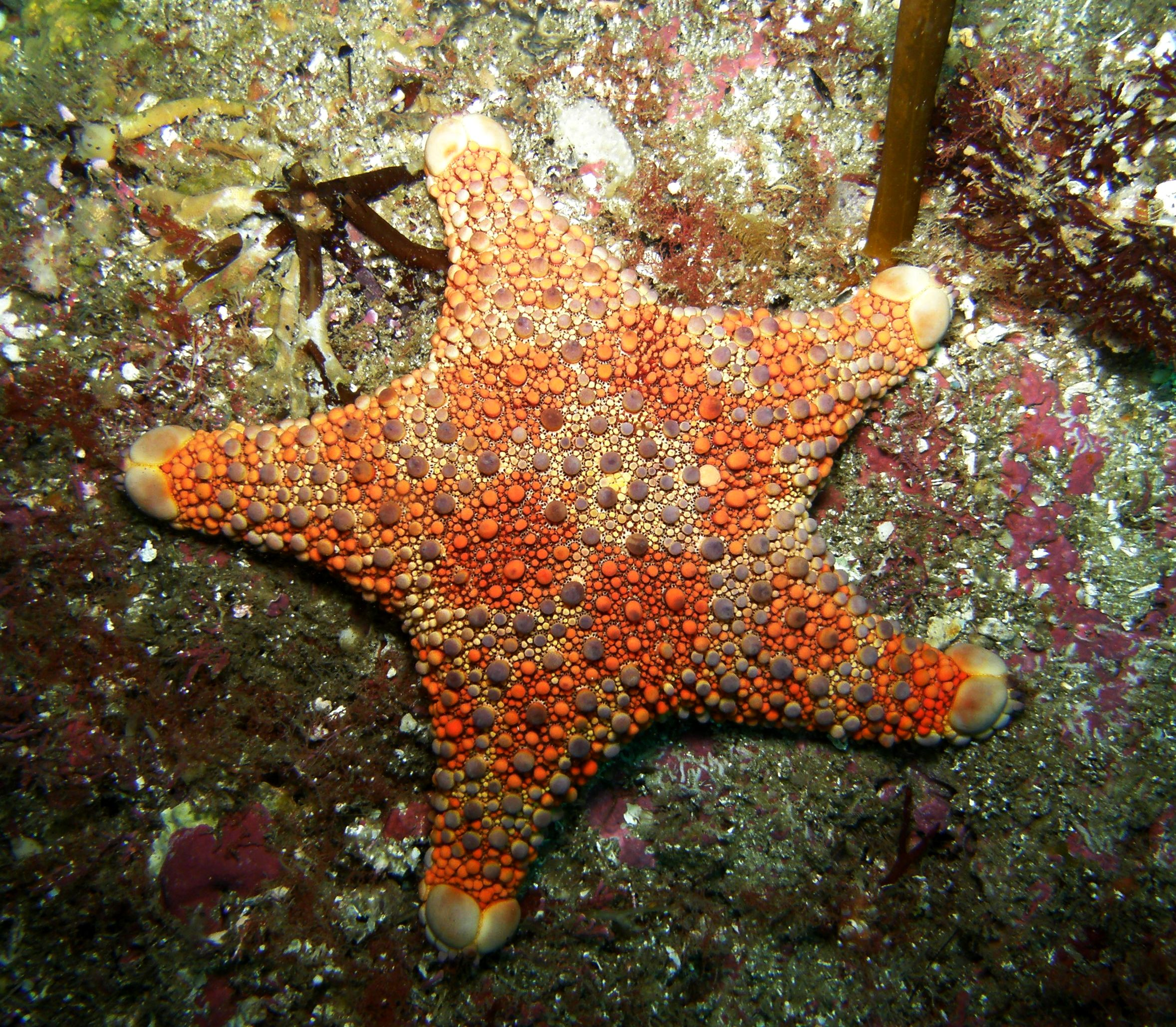
Asterodiscides truncatus, une Asterodiscididae
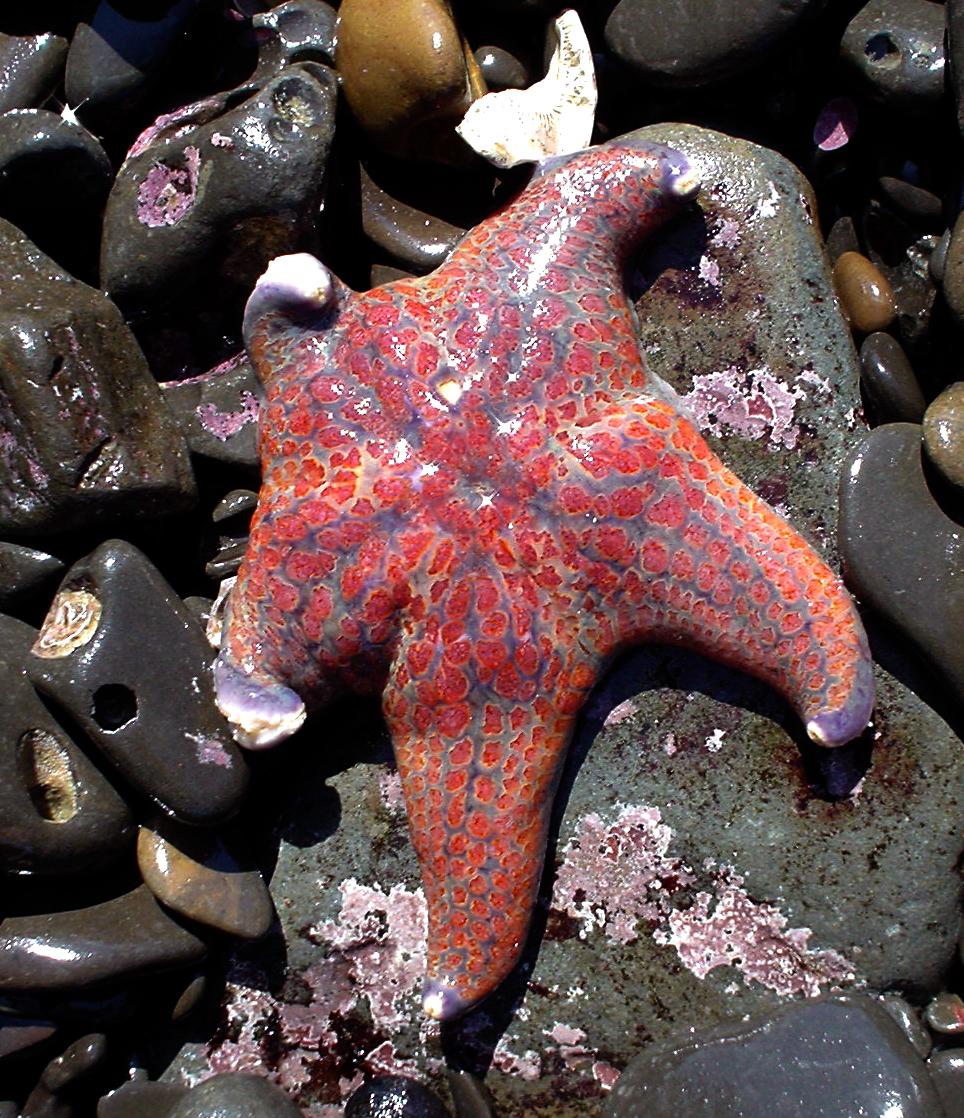
Dermasterias imbricata, une Asteropseidae
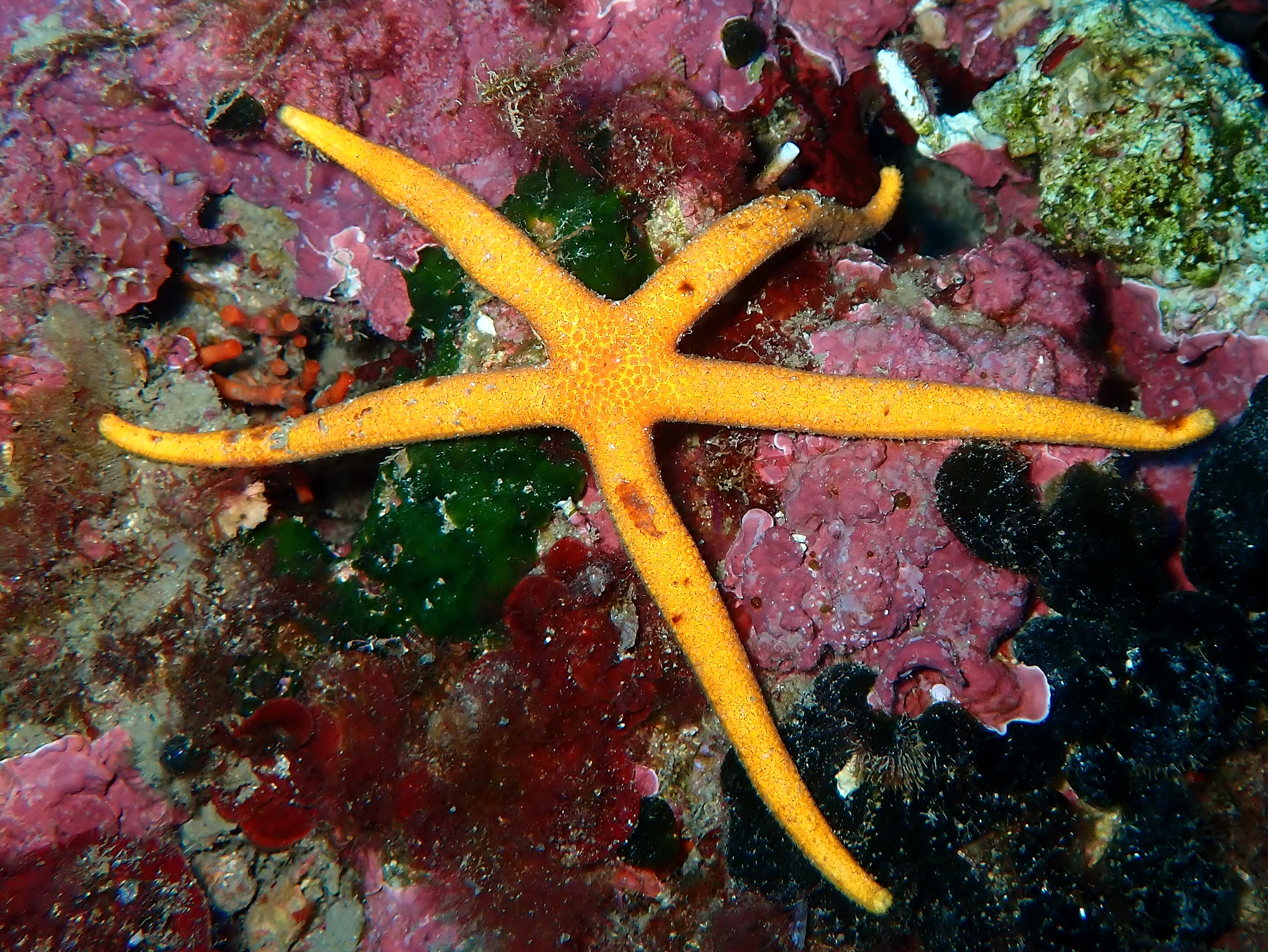
Chaetaster longipes, une Chaetasteridae
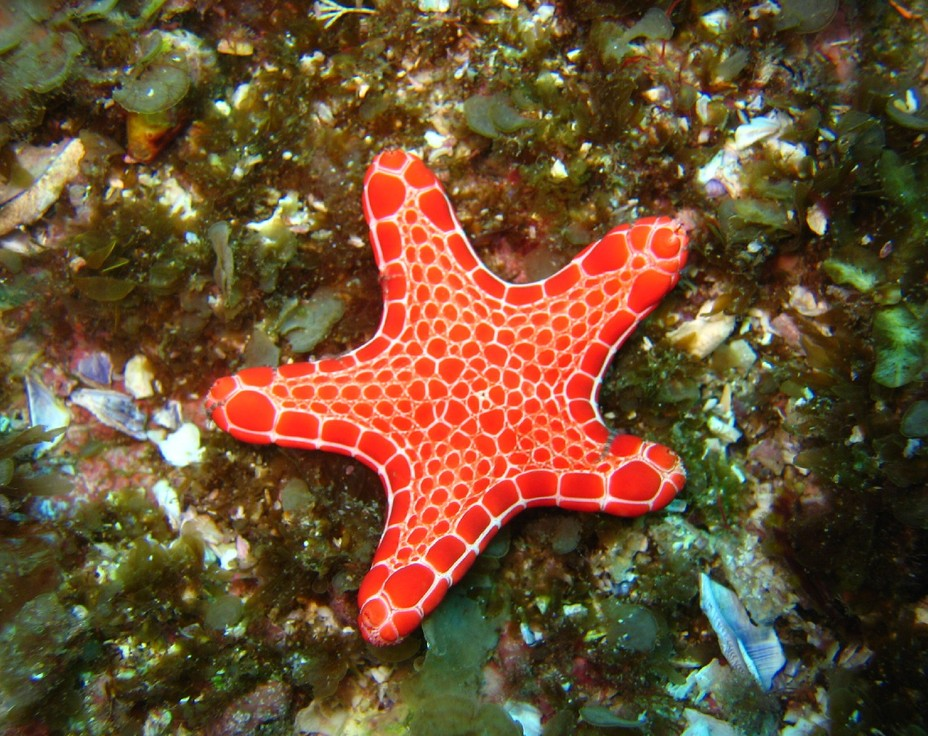
Pentagonaster dubeni, une Goniasteridae
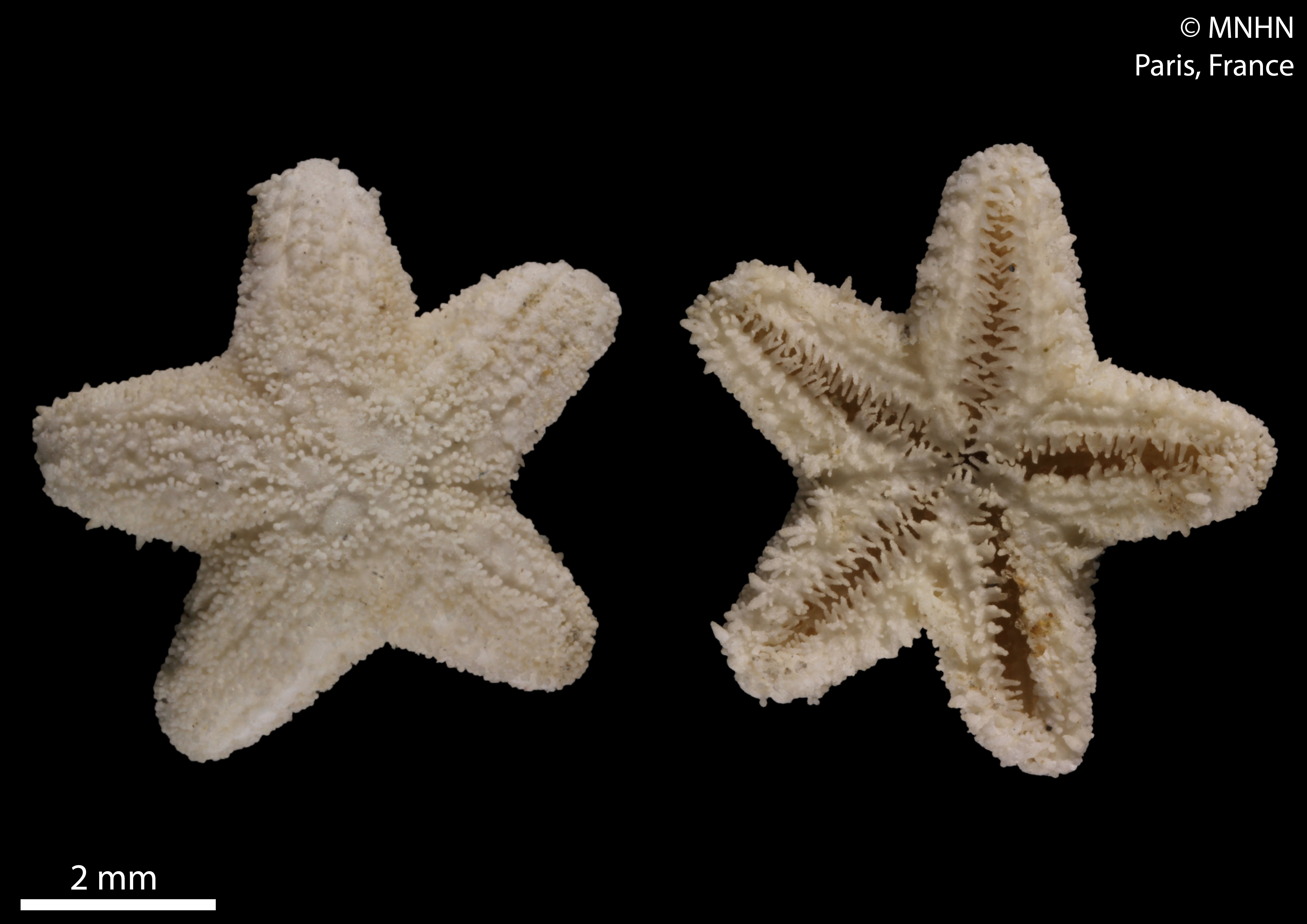
Leilaster radians, une Leilasteridae
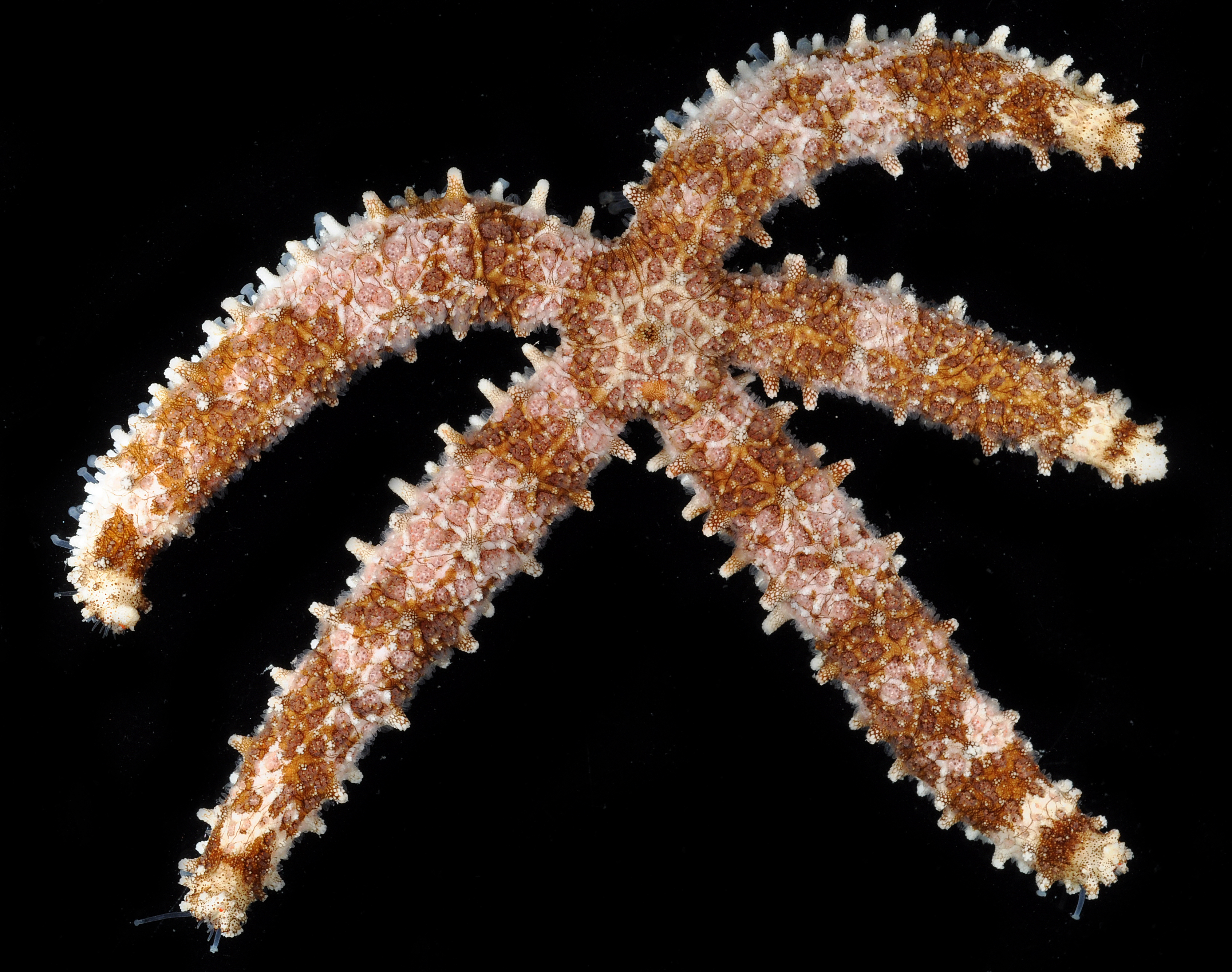
Mithrodia clavigera, une Mithrodiidae
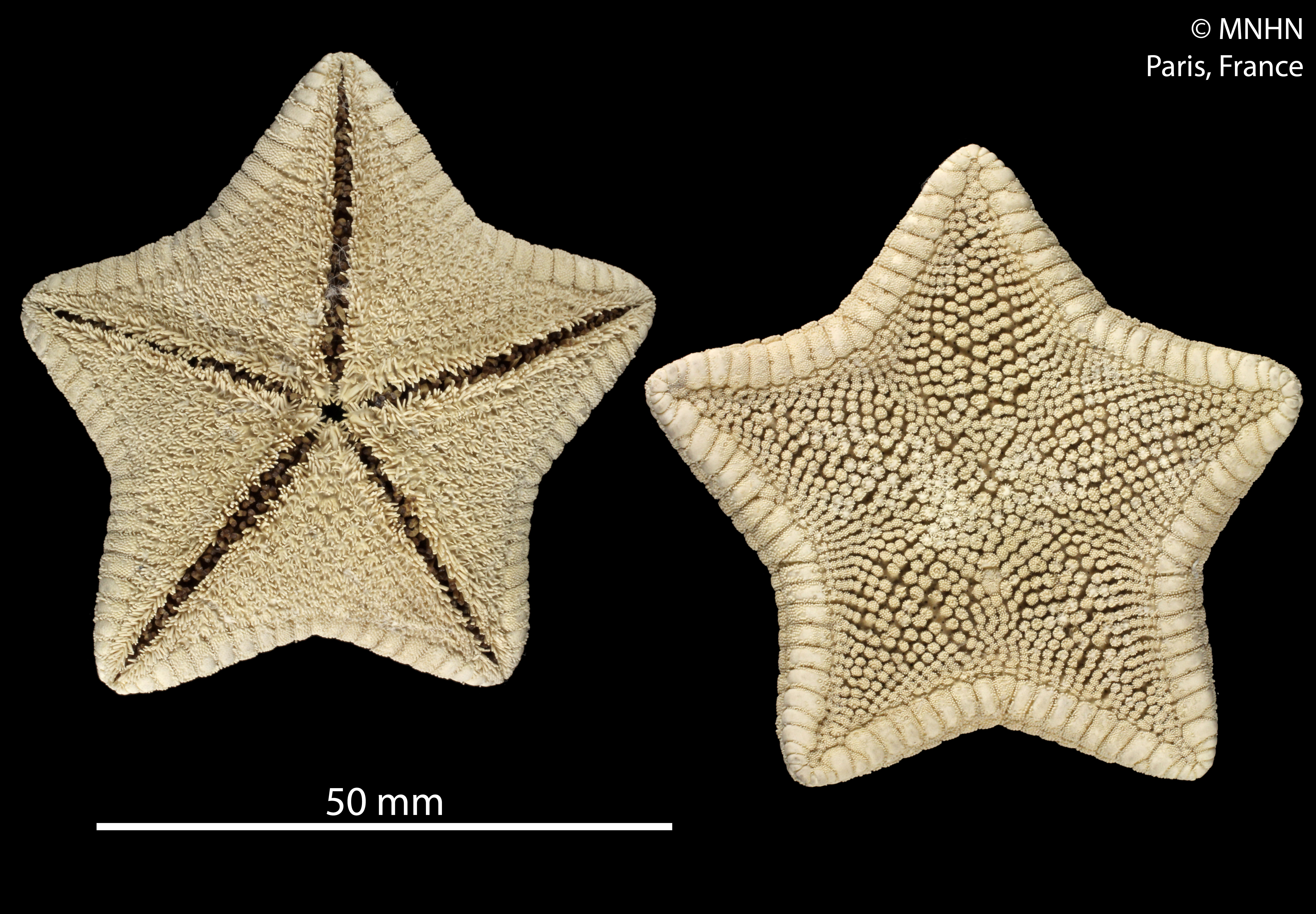
Odontaster penicillatus, une Odontasteridae
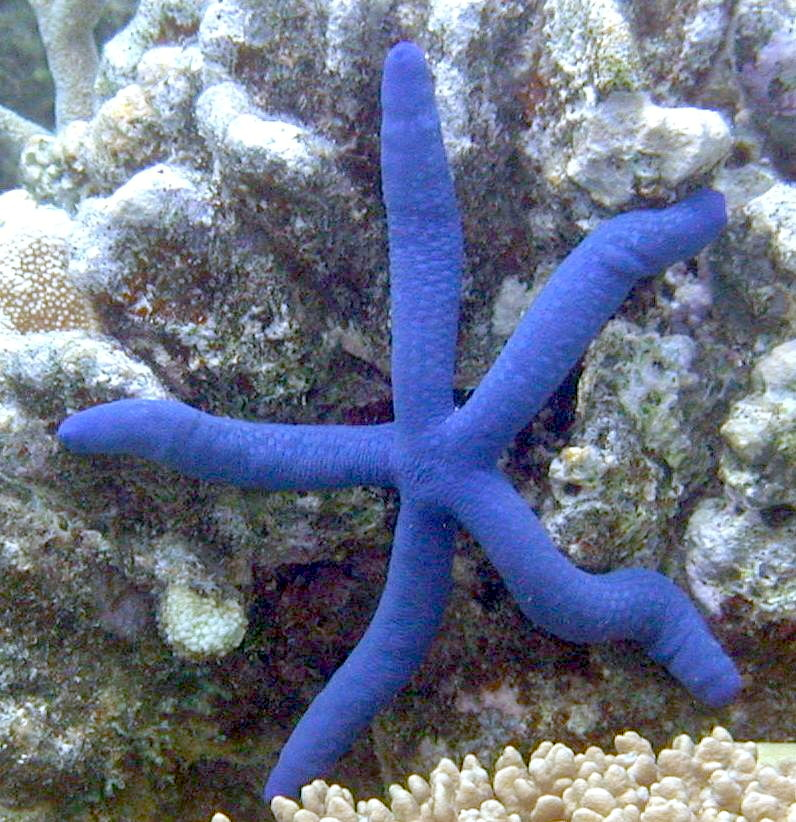
Linckia laevigata, une Ophidiasteridae
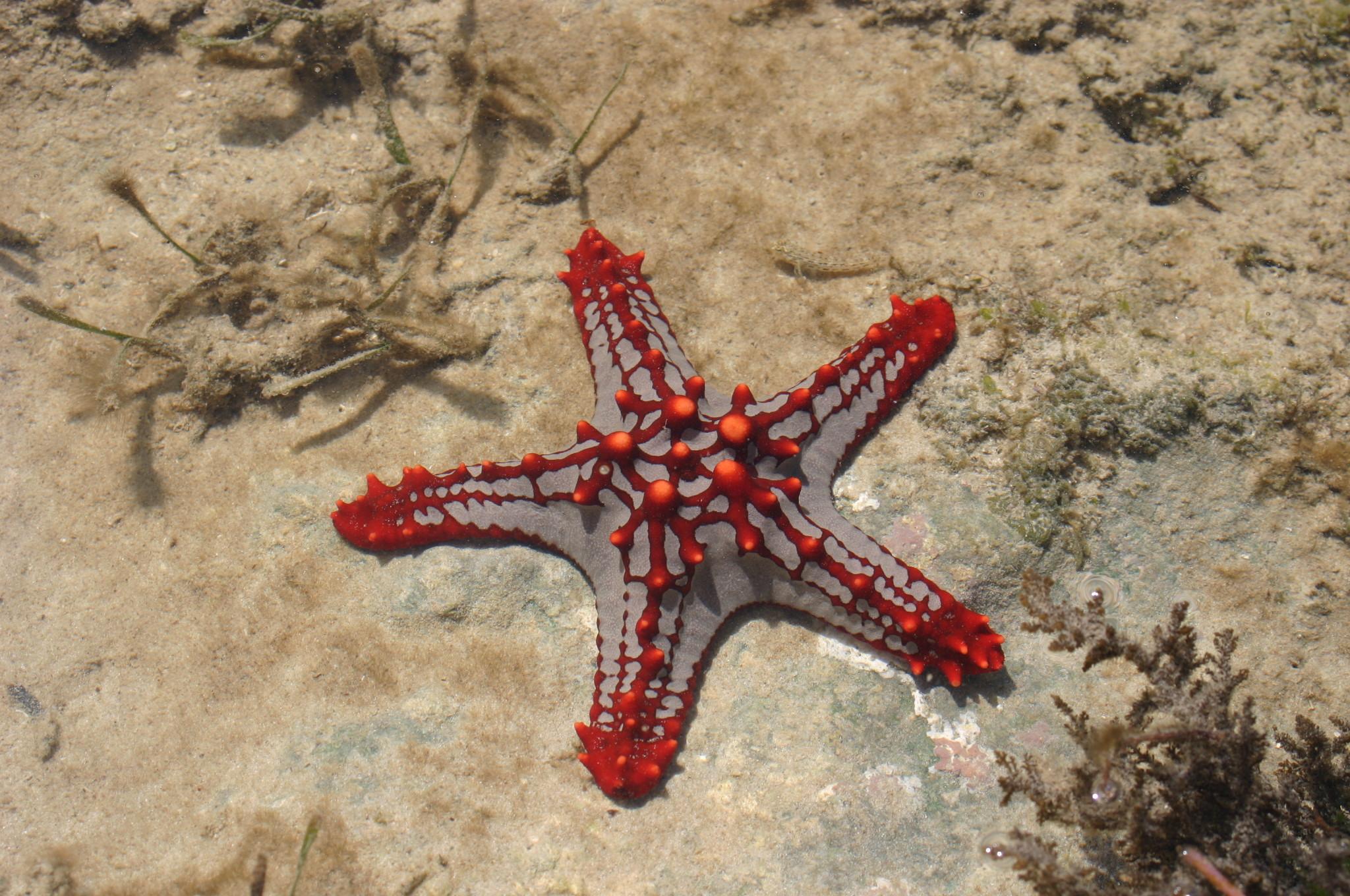
Protoreaster lincki, une Oreasteridae
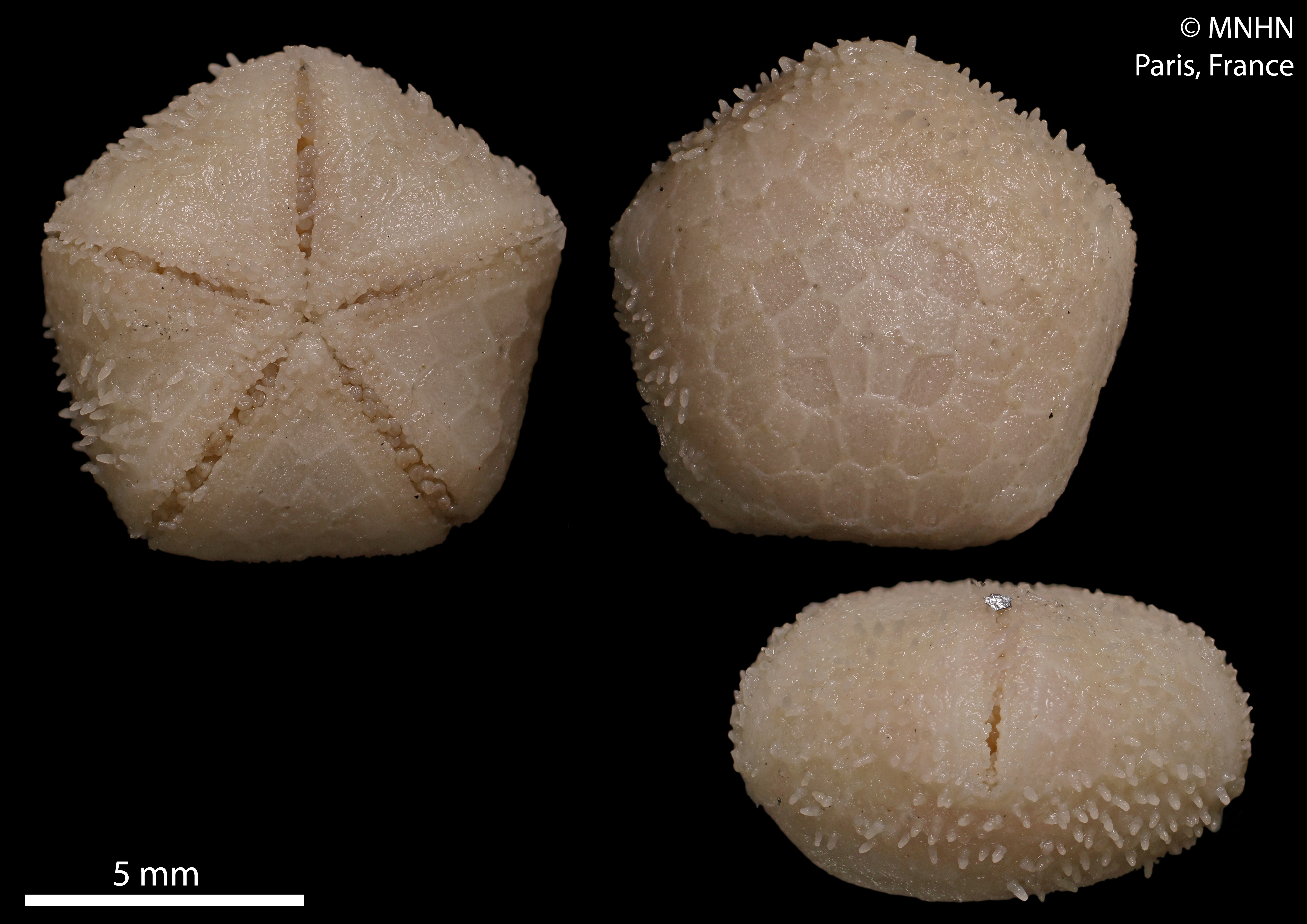
Podosphaeraster gustavei, une Podosphaerasteridae
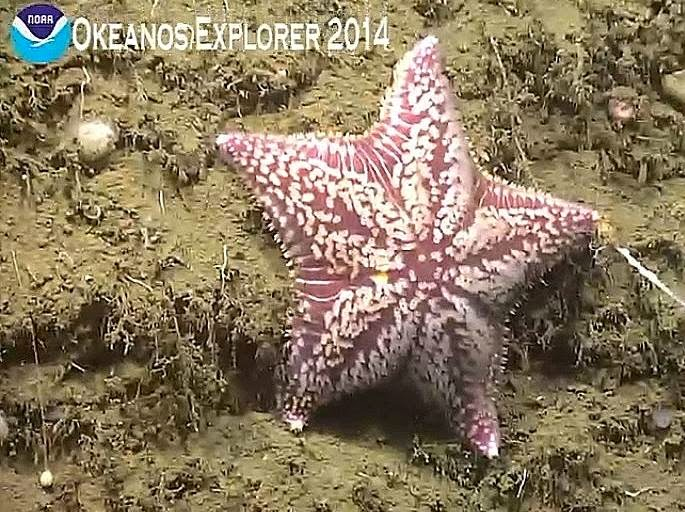
Porania pulvillus, une Poraniidae
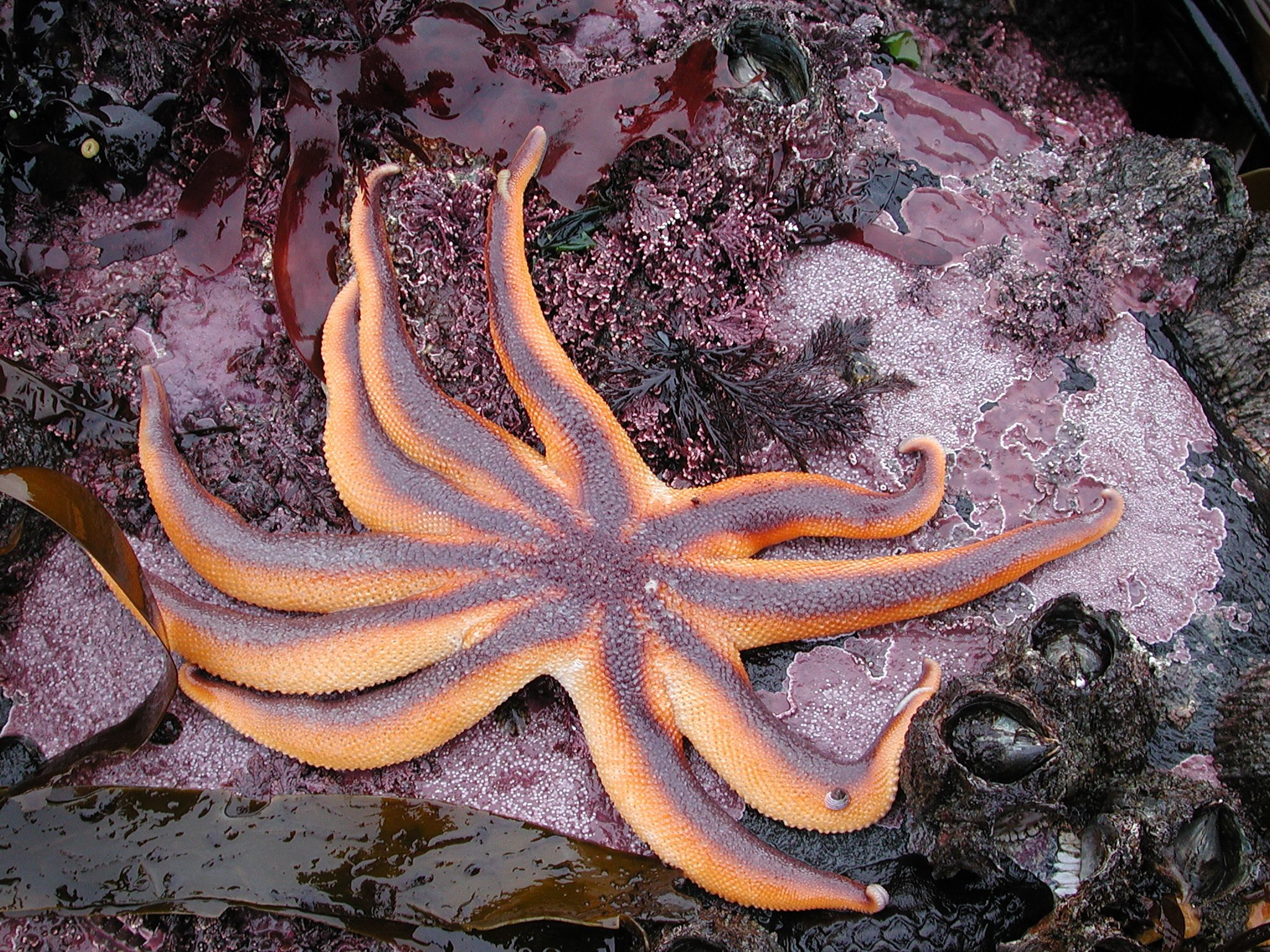
Solaster stimpsoni, une Solasteridae